# Acanthocephala declivis
Acanthocephala declivis är en insektsart som först beskrevs av Thomas Say 1832.  Acanthocephala declivis ingår i släktet Acanthocephala och familjen bredkantskinnbaggar. Inga underarter finns listade i Catalogue of Life.